# Sarahsaurus
Sarahsaurus aurifontanalis
Genre
Espèce
Sarahsaurus est un genre éteint de dinosaures sauropodomorphes, découvert en Arizona aux États-Unis où il a vécu au Jurassique inférieur (Sinémurien à Pliensbachien), soit il y a environ entre 199,5 à 184,2 millions d'années.
Une seule espèce est rattachée au genre, Sarahsaurus aurifontanalis, décrite en 2011 par Timothy Rowe (d), Hans-Dieter Sues et Robert R. Reisz (d).

## Étymologie
Le nom de genre Sarahsaurus rend hommage à Sarah Butler épouse d'Ernest, « dont les grands intérêts pour les arts, les sciences et la médecine ont enrichi le Texas de tant de façons merveilleuses » associé au grec ancien « saûros » qui signifie « lézard » pour donner « lézard de Sarah Butler ». Le nom d'espèce aurifontanalis est composé des mots du latin aurum, « or », et fontanalis, « de la source/fontaine » en référence à Gold Spring en Arizona, où a été trouvé l'holotype.

## Découverte

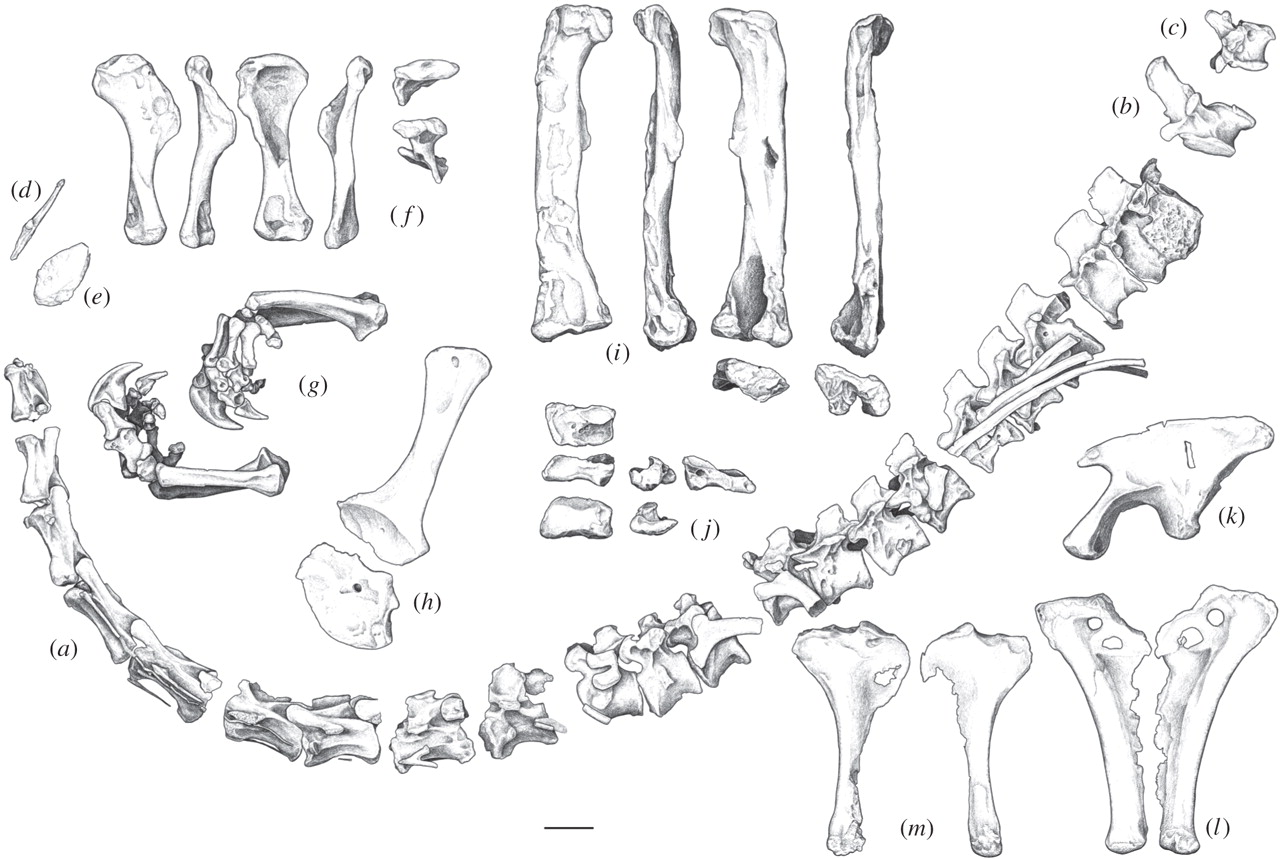
Dessin des différents os de l'holotype.

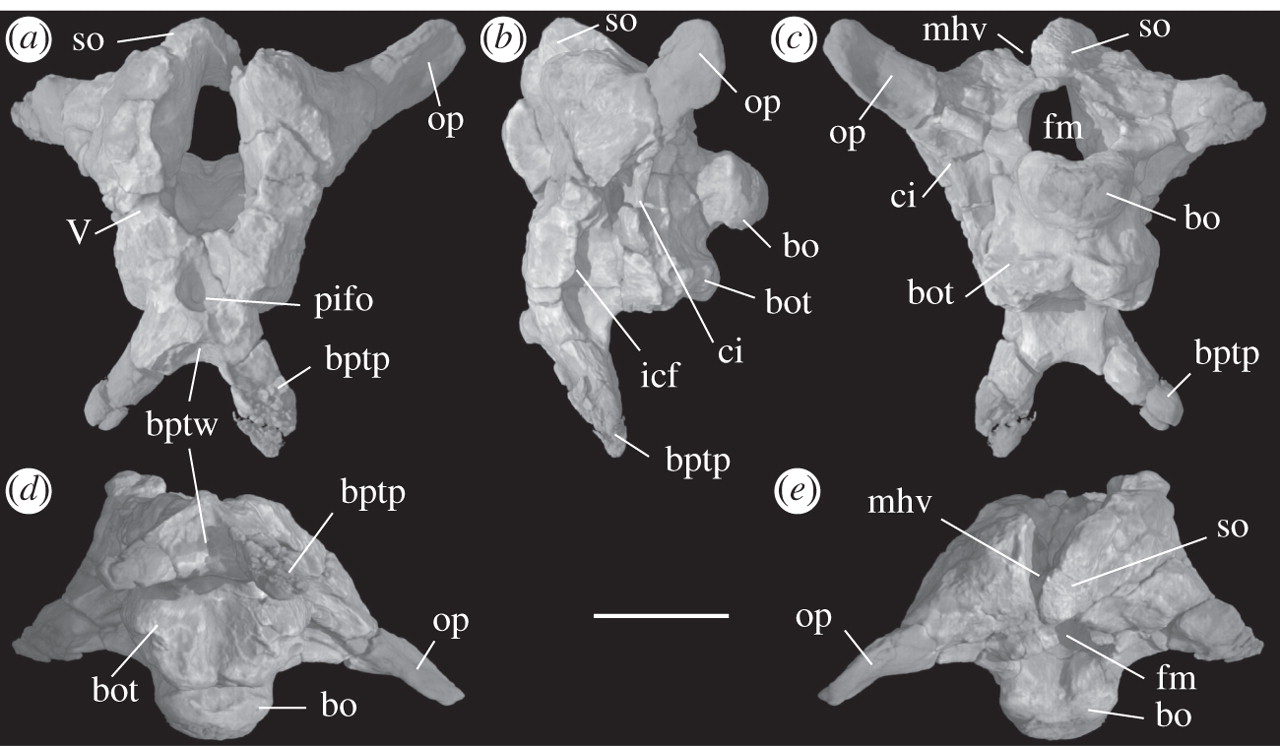
Différentes vues du crâne de l'holotype.

L'holotype de Sarahsaurus est représenté par un squelette articulé (en connexion anatomique), presque complet, référencé TMM 43646-2, découvert dans la formation géologique de Kayenta. Un autre squelette partiel (TMM 43646-3) est connu, ainsi qu'un crâne mal conservé (MCZ 8893). Ce dernier spécimen avait été décrit à l'origine sous le nom de Massospondylus sp..

## Description
Sarahsaurus mesurait environ 4,30 mètres de long, pour une masse de l'ordre de 110 kg, sans commune mesure avec les sauropodes qui lui succéderont au Crétacé. Il possède des mains très grandes et puissantes laissant penser qu'il était omnivore.

## Classification
- En 2011, ses inventeurs le décrivent comme un sauropodomorphe basal ;
- La même année, une analyse phylogénétique réalisée par Cecilia Apaldetti et ses collègues, le place parmi les Massopoda, proche du genre Ignavusaurus[5] ;
- en 2015, Alejandro Otero et ses collègues[6] le positionnent à l'identique de Cecilia Apaldetti et ses collègues, comme un Massopoda situé juste en amont des Massospondylidae. C'est ce que montre leur cladogramme ci-dessous[6] :

- Saurischia
  - Herrerasauridae
    - Herrerasaurus
    - Staurikosaurus

  - 
    - Eoraptor
    - Eusaurischia
      - Agnosphitys
      - Theropoda
        - Guaibasaurus
        - 
          - Chindesaurus
          - Neotheropoda

      - Sauropodomorpha
        - Saturnaliinae
          - Saturnalia
          - Chromogisaurus

        - 
          - Pantydraco
          - 
            - Thecodontosaurus
            - 
              - Efraasia
              - 
                - Plateosauravus
                - Plateosauria
                  - Ruehleia
                  - Plateosauridae
                    - Unaysaurus
                    - Plateosaurus

                  - Massopoda
                    - Riojasauridae
                      - Eucnemesaurus
                      - Riojasaurus

                    - 
                      - Sarahsaurus
                      - 
                        - Massospondylidae
                          - 
                            - Lufengosaurus
                            - Glacialisaurus
                            - Coloradisaurus

                          - 
                            - Massospondylus
                            - 
                              - Adeopapposaurus
                              - Leyesaurus

                        - 
                          - Jingshanosaurus
                          - 
                            - Yunnanosaurus
                            - 
                              - Seitaad
                              - Anchisauria
                                - Anchisaurus
                                - Sauropodiformes
                                  - Mussaurus
                                  - 
                                    - Aardonyx
                                    - Leonerasaurus
                                    - Sefapanosaurus
                                    - 
                                      - Melanorosaurus
                                      - Sauropoda

## Publication originale
- (en) Timothy B. Rowe, Hans-Dieter Sues et Robert R Reisz, « Dispersal and diversity in the earliest North American sauropodomorph dinosaurs, with a description of a new taxon », Proceedings of the Royal Society B, Royal Society, vol. 278, no 1708,‎ 7 avril 2011, p. 1044-1053 (ISSN 0962-8452 et 1471-2954, PMID 20926438, PMCID 3049036, DOI 10.1098/RSPB.2010.1867, lire en ligne).